# Paul Gervais (pintor)
Jean Louis Paul Gervais fue un pintor francés, nacido en Toulouse el 7 de septiembre de 1859 y muerto en la misma ciudad el 11 de marzo de 1944.

## Biografía

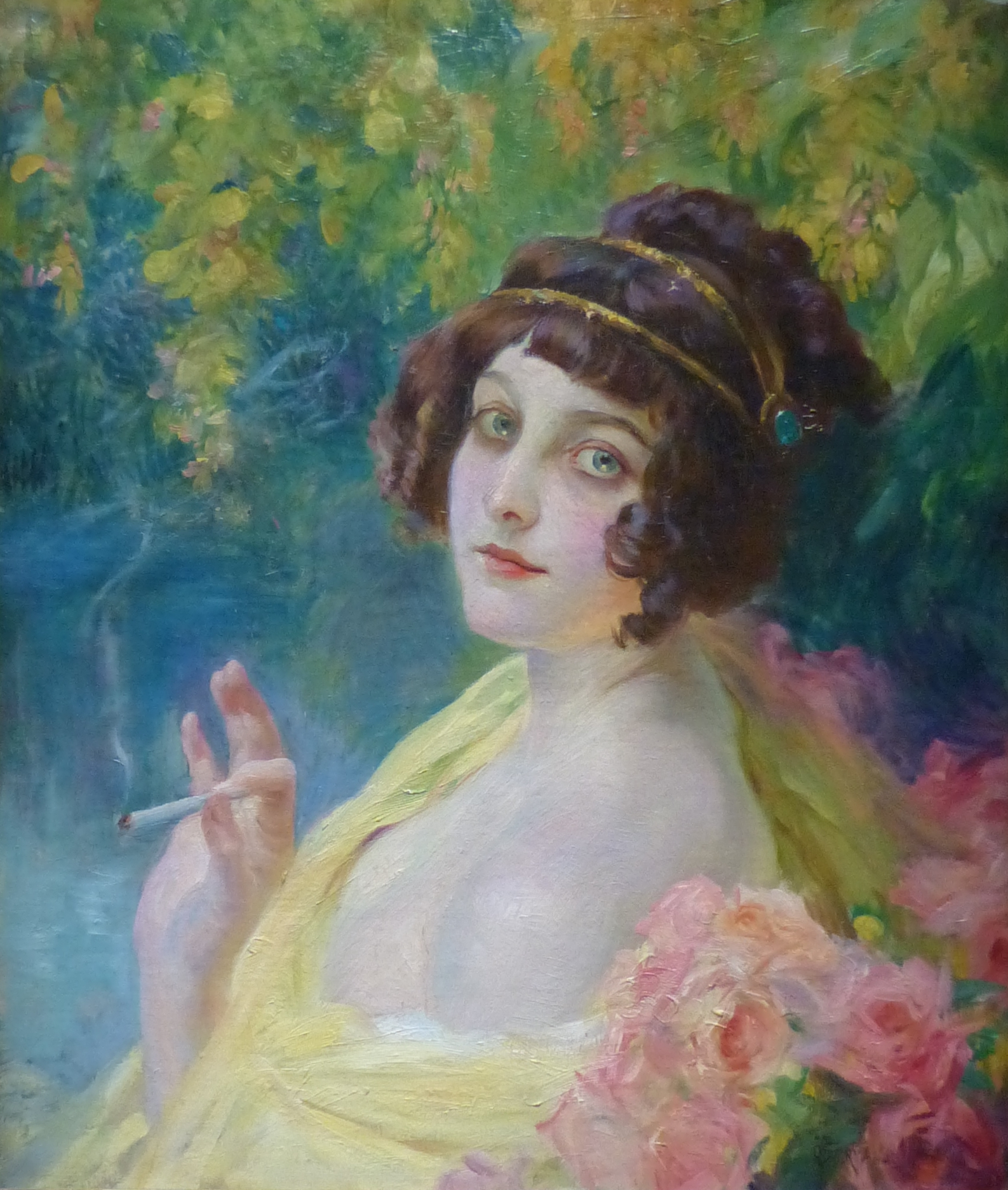
Mujer con peinado antiguo (1907), Perpiñán, Museo Hyacinthe-Rigaud.

Paul Gervais estudió desde 1876 en la École des Beaux-Arts de Toulouse, luego en la de Beaux-Arts de París en 1879, donde fue alumno de Jean-Léon Gérôme y Gabriel Ferrier. Miembro del Salon des artistes français, obtuvo allí numerosos premios.
Para perfeccionar sus conocimientos visitó España en 1891 pasando por Sevilla, Granada, San Sebastián, Zaragoza, Madrid, Barcelona, Bilbao, cuyos museos visitó observando la obra de los pintores Murillo, Goya, El Greco, Rubens, Antonio Gisbert, Tiziano, Velázquez, Pieter Brueghel el Viejo, Juan de Valdés Leal y muchos otros.
Sus principales estancias en el extranjero fueron las de Sevilla y Granada de febrero a agosto de 1892 y en Roma de septiembre a diciembre de 1892.
Pintor de historia, temas alegóricos y escenas de género, en la época tuvo una gran reputación y recibió numerosos encargos de composiciones murales públicas o privadas: Ministerio de las Colonias de París, Casino de Montecarlo, Casino municipal de Niza, Capitole de Toulouse.
Hijo de la sobrina del político Jules Pams, fue presentado por éste a la familia Bardou para la que diseñó, entre otras, la decoración del hotel Pams de Perpiñán, así como los carteles publicitarios del papel de fumar JOB.
Paul Gervais envió dos grandes cuadros a la Exposición Universal de 1900 : El Juicio de París, presentado en el Salón de 1894 y que había hecho "cierto ruido", así como La Folie de Titania, presentada en el Salón de 1897. En esta ocasión, recibió una medalla de plata por Le Jugement de Pâris, que más tarde pasaría a ser propiedad de Jules Pams.
En Toulouse, recibió el encargo de realizar varias obras destinadas a adornar ciertas salas del Capitolio. Inaugurada en agosto de 1898, la Salle des Illustres alberga en particular Le Triomphe des Arts (1897), Dura lex, sed lex (1905) y La Fontaine de Jouvence (montada en 1908), encargada a Gervais en 1892. Para el salón de bodas, hizo cuatro paneles sobre el tema de "amor fuente de vida", conjunto ejecutado a partir de 1911 y montado en 1916.
Gracias en particular al apoyo de Gaston Doumergue, obtuvo varios encargos públicos más: para el palacio de justicia de Besançon (1902), el Ministerio de las colonias (1910, 1914, 1917), la École supérieure de la marine (1924) y el Palacio del Elíseo.
En 1904, se convirtió en profesor en la École des beaux arts de París siguiendo a Jean-Léon Gérôme, luego profesó en la Académie Julian de París de 1907 a 1912, así como en la Académie Vitti.
Fue ascendido a Oficial de la Legión de Honor en 1908.
Paul Gervais fue el padre del escritor, pintor y médico Albert Gervais (nacido en 1892).

## Obras

### Obras en el espacio público
En Francia

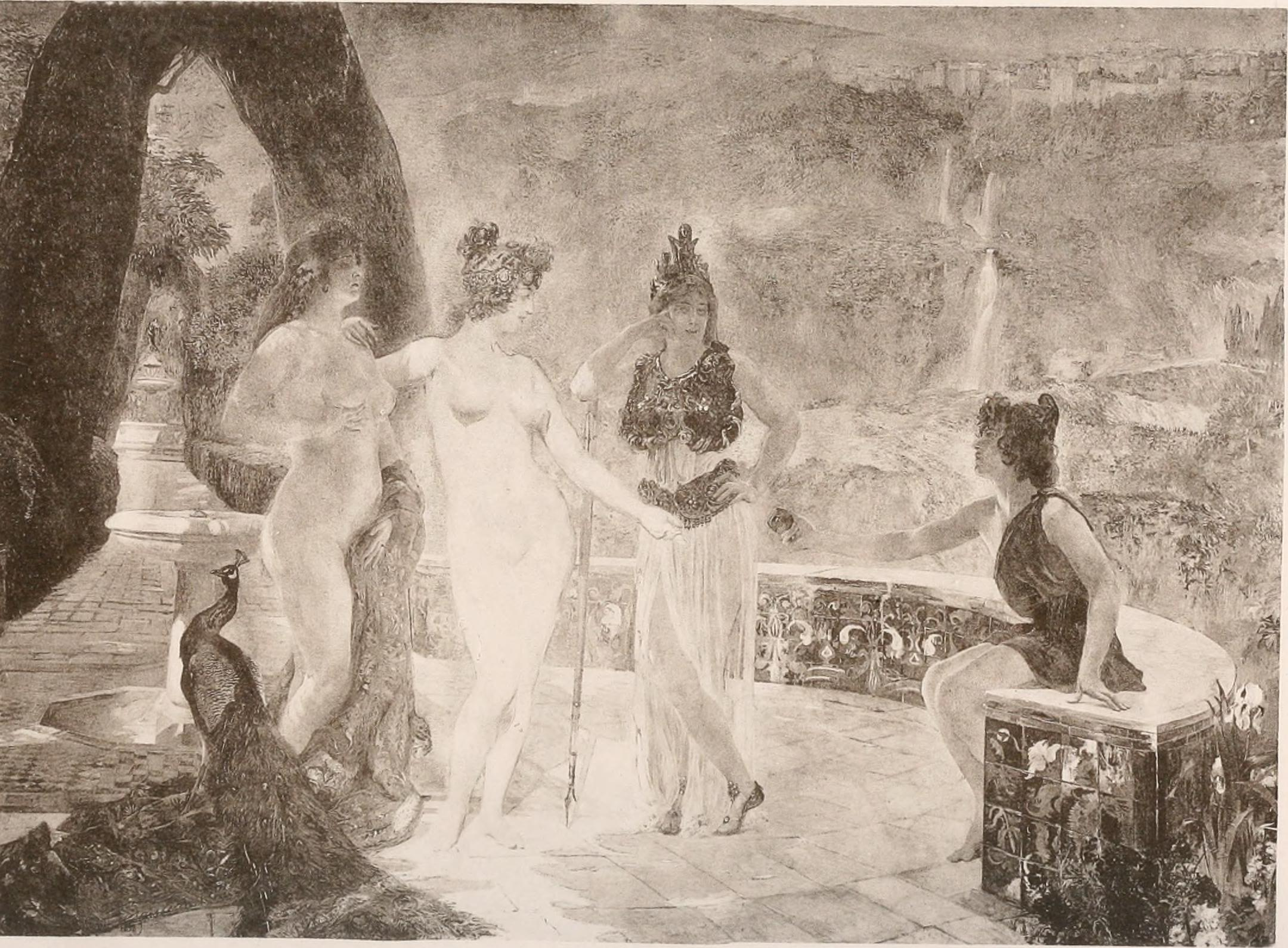
El juicio de París (1893), tal como se presentó en el Salón de 1894 (pintura que luego se repintó en parte).

- Besançon, Palacio de justicia : techo de la sala de audiencia solemne.
- Biarritz, Hotel de París, Salón Imperial : decoración.
- Marsella, Museo de bellas artes : Las Saintes-Maries, 1891.
- Niza, Hotel Negresco, rotonda : Una fiesta en Venecia, 1912, fresco.
- Nimes, Museo de Bellas Artes : La pérgola, 1923.
- París :
  - Petit palais : bocetos para el ayuntamiento de Saint-Ouen.
  - Palacio del Elíseo : La Terrasse Fleurie (adquirida por el Estado francés el18 juillet 192418 de julio de 1924 ).
- Perpiñán :
  - Hotel Pams, gran escalera : La llegada triunfal de Venus .
  - Museo Hyacinthe-Rigaud : El Juicio de París, 1893 (en depósito en el Hotel Pams )[7] ; Retrato de Jeanne Bardou, esposa de Pams, en su castillo de Valmy (en depósito en el Hôtel Pams )[7] ; Mujer con peinado antiguo, 1907
- Saint-Ouen, ayuntamiento, cámara del consejo municipal : decoraciones, cuadros montados. Paul Gervais ilustra el pueblo, sus actividades industriales y su hipódromo en un estilo realista, con escenas animadas y coloridas de la vida de Audonian a fines del XIX XIX . Las pinturas fueron restauradas y catalogadas como monumento histórico en 1993.
- Toulouse :
  - Capitolio :
    - Sala Gervais (antigua sala de bodas) :
      - Amor, fuente feliz de vida, ciclo de cuatro lienzos, 1911-1916 : Amor fuente de vida, Cythère, Amor fuente de vida, veinte años, Amor fuente de vida, cuarenta años, y Amor fuente de vida, sesenta años .
      - Caissons del techo de la Salle Gervais, ciclo de cinco lienzos : Fidelidad, Inocencia, Eros, Pureza, Gracia

    - Salón de los Ilustres :
      - Apolo y las artes (techo), 1897 ;
      - Dura lex, sed lex o La ley, la justicia, la verdad 1905 ;
      - La fuente de la juventud, 1908.

  - Museo de los Agustino : Coeno Flumen, 1889 ; La locura de Titania, 1897 ; Abundancia, hacia 1927

En Mónaco
- Mónaco, Casino de Montecarlo : Las gracias florentinas, 1903.
- Mónaco, Hotel en París : El Jardín de las Hespérides, 1909.

### Libros ilustrados
- Emmanuel Ducros, Las reliquias del amor, 1886.
- Guy de Maupassant, El campo de los olivos, 1892.
- Ephaïs Mikhaël, Halyartés, 1904.
- Aristófanes (traducido por E.-H. Guitard), The Assembly of Women, 1929.
- Pierre Louÿs, Afrodita, 1932.
- Louis Bouilhet, Meolenis, 1900.

Œuvres de Paul Gervais
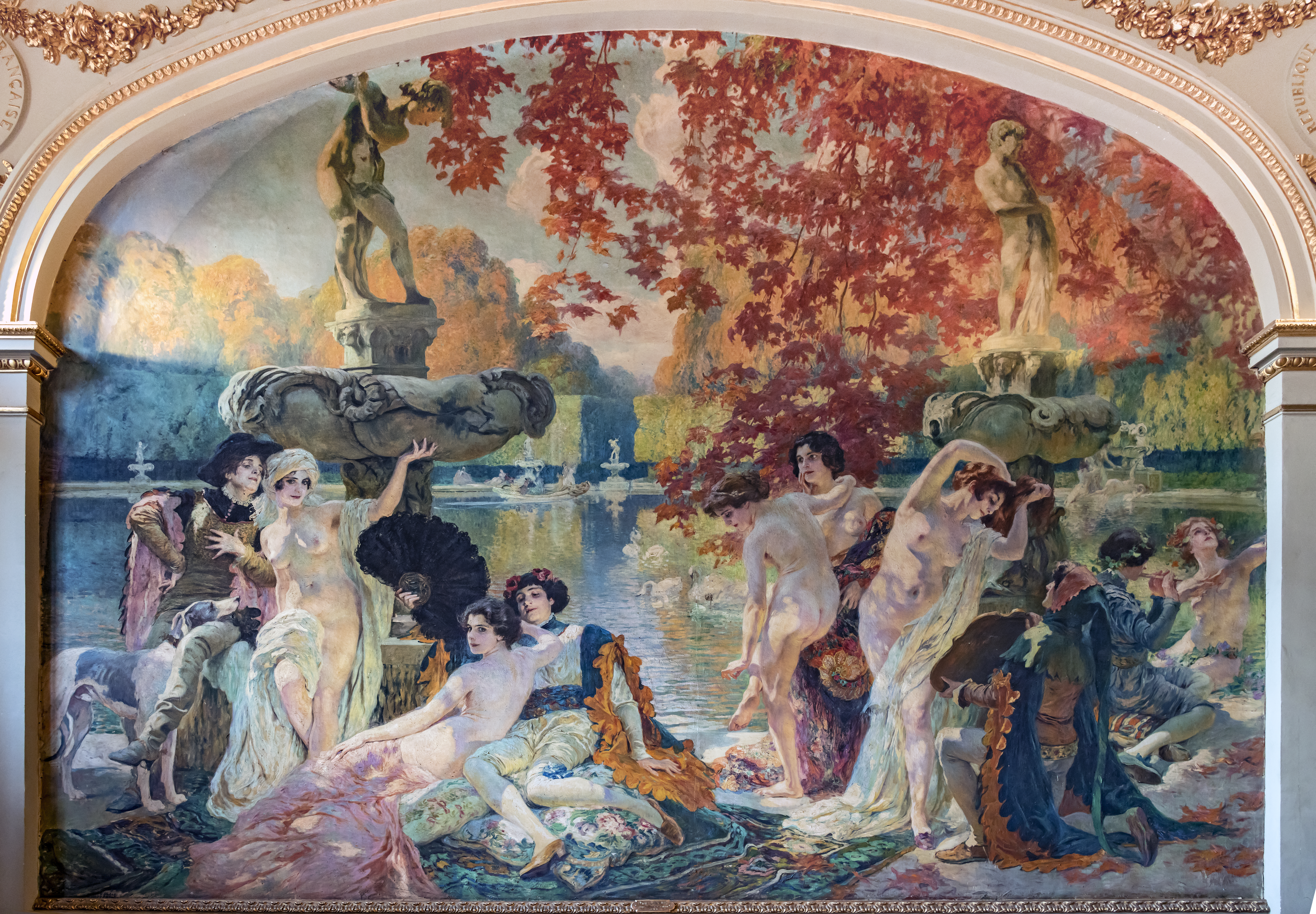
El amor en Cythera, Capitolio de Toulouse, sala Gervais.
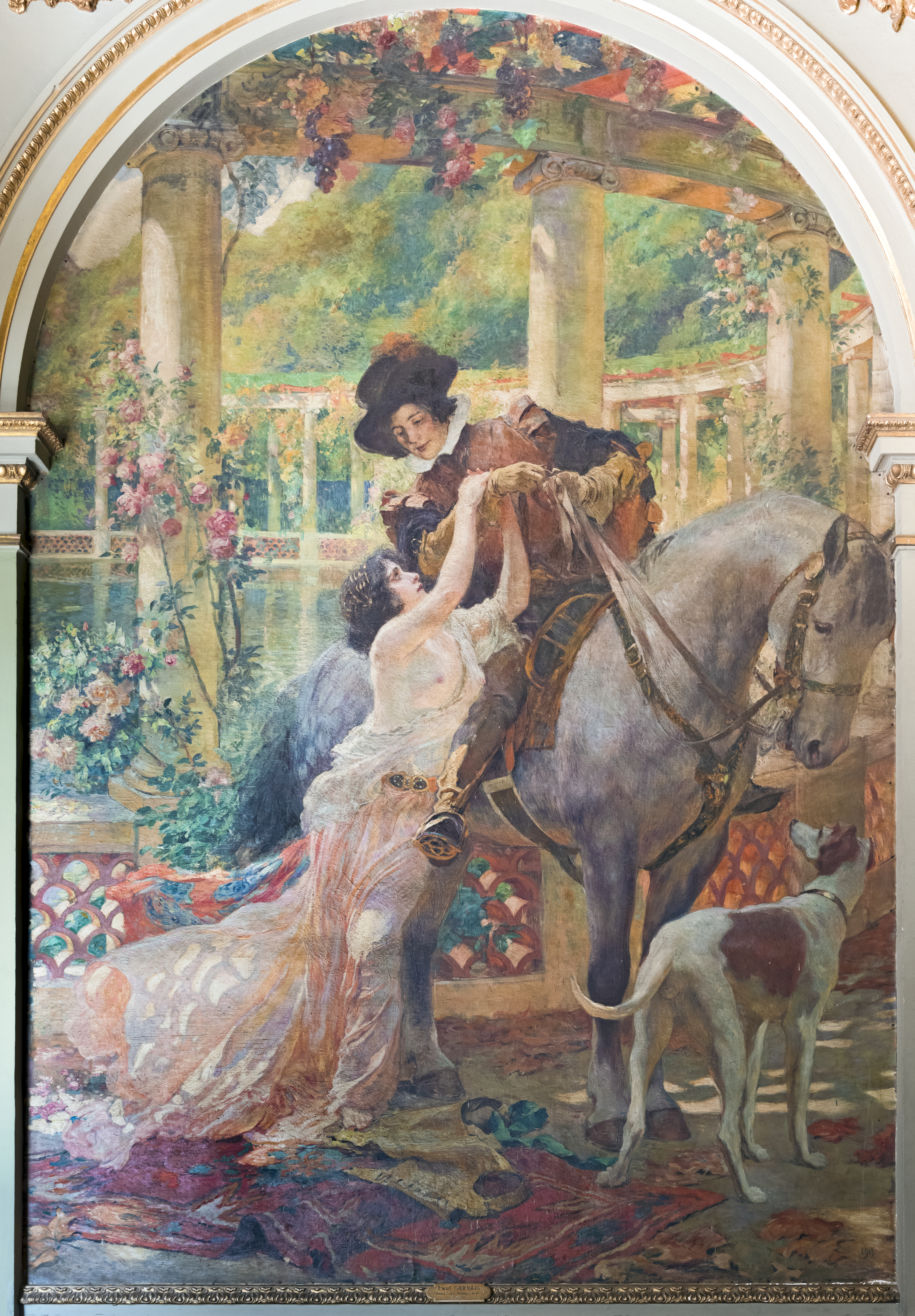
El amor, fuente feliz de vida a los veinte años, Capitolio de Toulouse, sala
- Archivo:Gervais.
El amor, fuente feliz de vida a los cuarenta, Capitolio de Toulouse, sala  Gervais.
El amor, fuente feliz de vida a los sesenta, Capitolio de Toulouse, sala Gervais.
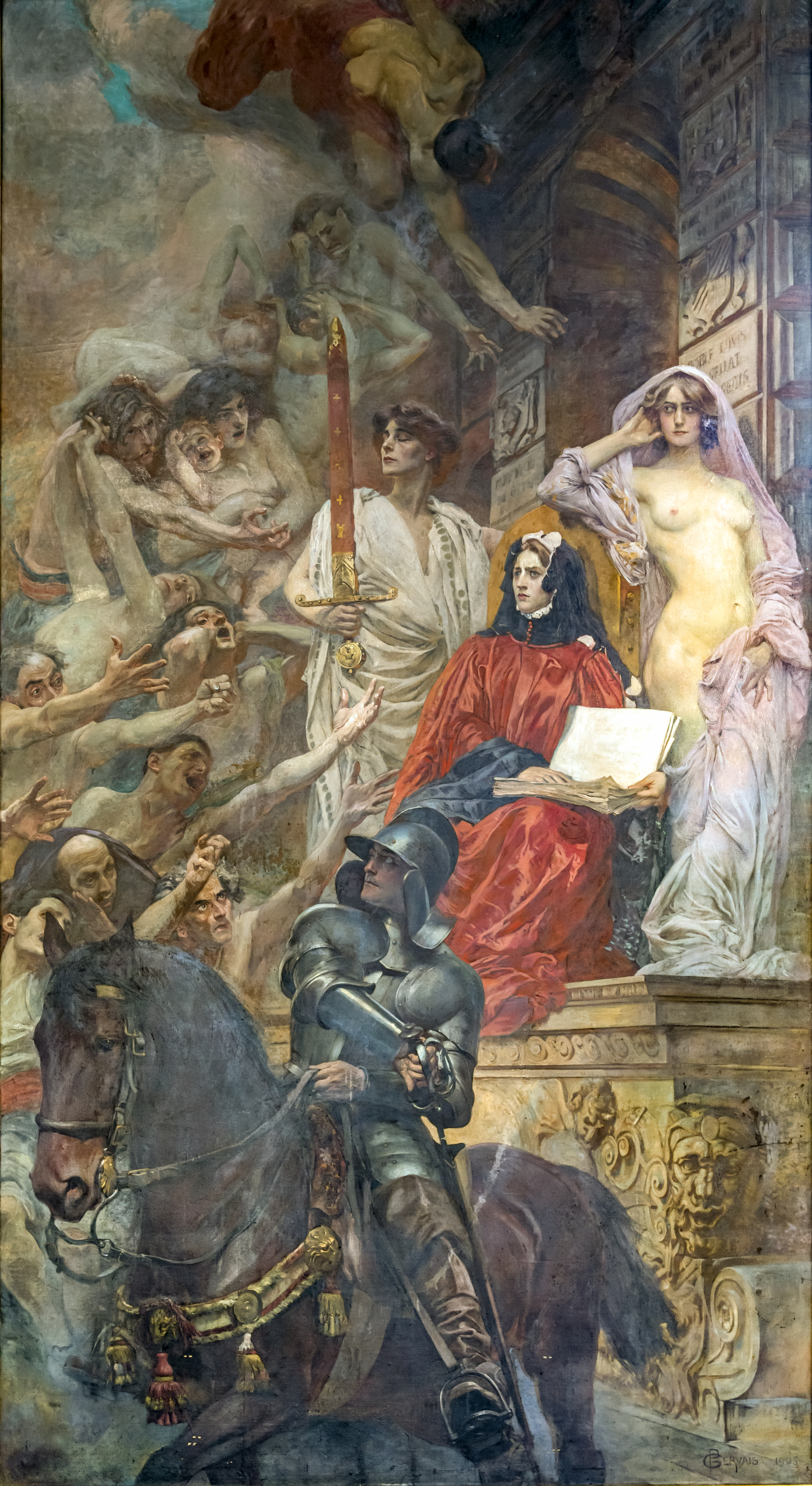
Dura lex, sed lex, Capitolio de Toulouse, sala de los ilustres
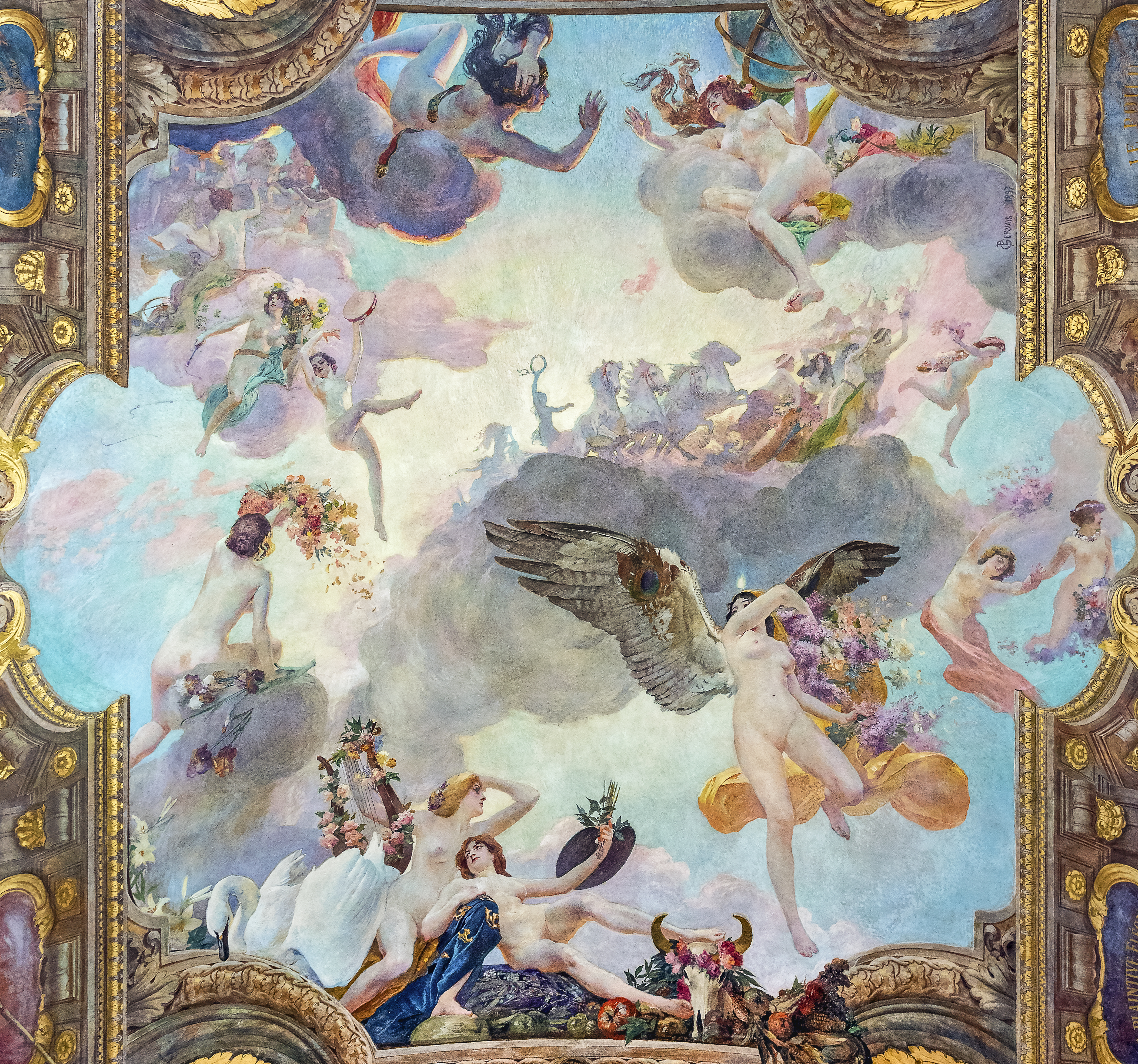
Apolo y las Artes, Capitolio de Toulouse, salón de los ilustres
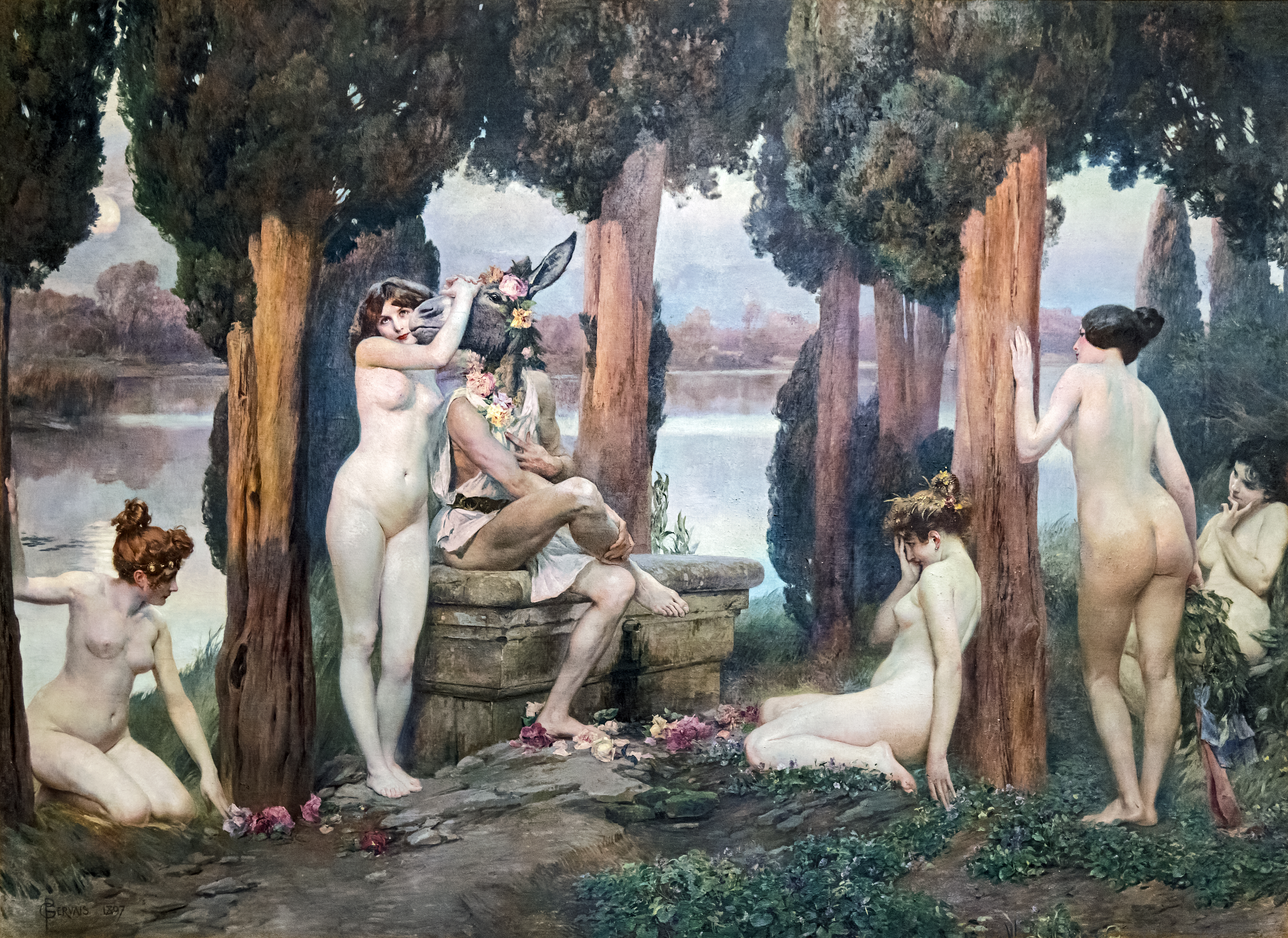
La locura de Titania (1897), Museo de los Agustinos de Toulouse.
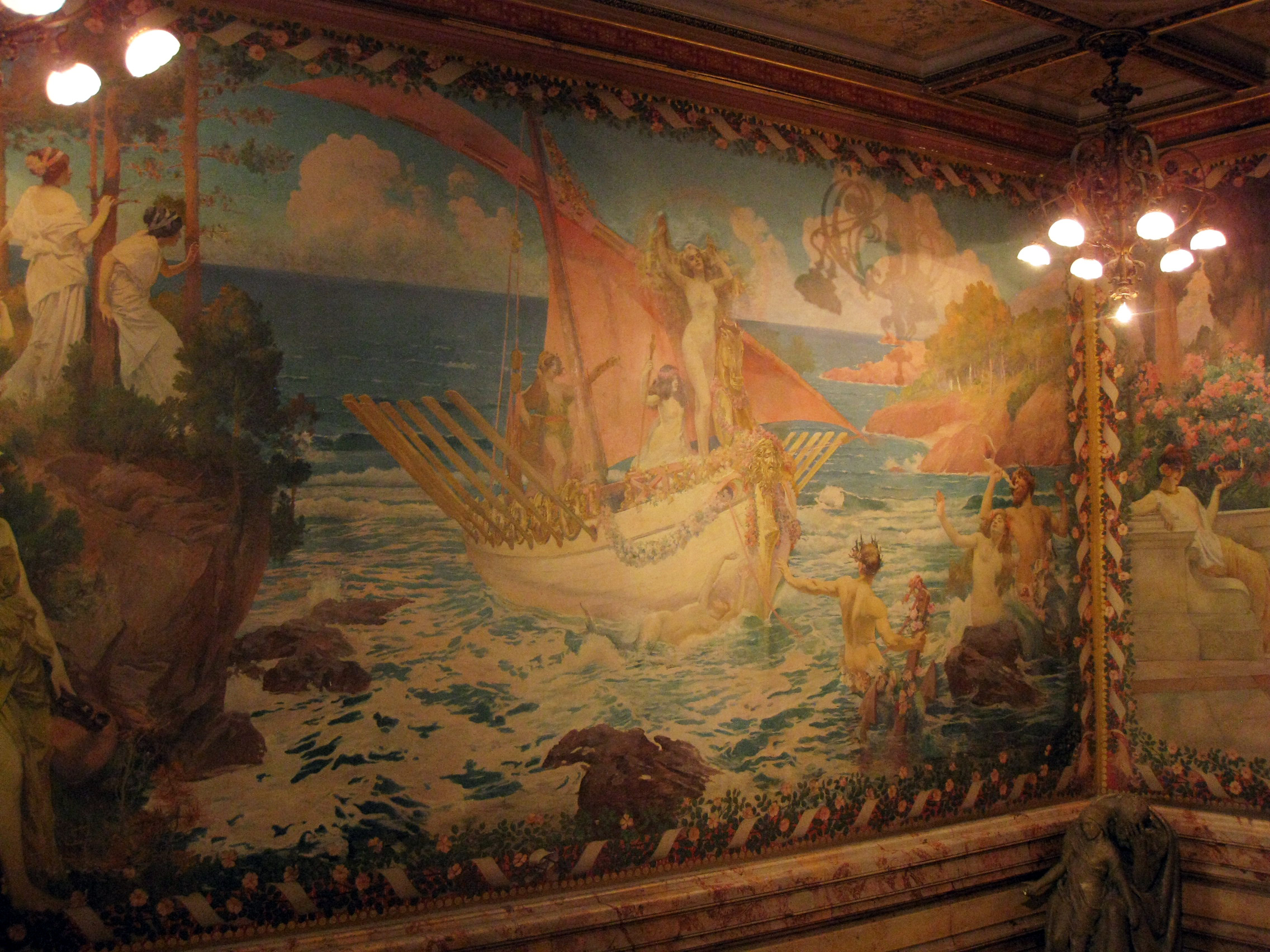
La llegada triunfal de Venus, Perpiñán, gran escalera del Hôtel Pams .